# Rasamsonia emersonii
Rasamsónia emersónii  (лат.) — вид грибов-аскомицетов, относящийся к роду Rasamsonia. Типовой вид рода. Телеоморфу ранее включали в состав рода таларомицес (Talaromyces) (как Talaromyces emersonii — таларо́мицес Э́мерсона), а анаморфу — в состав рода пеницилл (Penicillium) (как Penicillium emersonii — пеници́лл Эмерсона).
Термофильный вид, развивающийся при температурах 30—55 °C.

## Описание
Колонии на CYA на 7-е сутки при 37 °C 2—3 см в диаметре, слабо- или умеренно-растущие, с необильным белым мицелием. Экссудат отсутствует, растворимый пигмент не выделяется. Реверс колоний бледный до светло-коричневого.
При 25 °C не растёт, при 30 °C растёт слабо.
На агаре с солодовым экстрактом (MEA) колонии при 37 °C широко-растущие, на 7-е сутки более 5 см в диаметре, бархатистые до шерстистых, с обильным оливково-коричневым спороношением. Реверс коричневый. Образуются обильные белые клейстотеции, затем темнеющие до жёлто-коричневых.
На агаре с дрожжевым экстрактом и сахарозой (YES) колонии на 7-е сутки при 37 °C 1,5—4,5 см в диаметре, с необильным мицелием, едва спороносящие в бледных оливково-коричневых тонах. Реверс светло-коричневый, растворимый пигмент не образуется.
Клейстотеции красно-коричневые до оранжево-коричневых, шаровидные, до 300 мкм в диаметре. Аски восьмиспоровые, 8—10,5 × 6,5—8 мкм. Аскоспоры почти шаровидные до широкоэллипсоидальных, гладкостенные, 3,5—4 × 2,5—3,5 мкм.
Конидиеносцы — двухъярусные и трёхъярусные кисточки 50—150 мкм длиной и 2—3,5 мкм толщиной, шероховатые. Метулы по 3—5 в мутовке, равные, 10—20 мкм длиной. Фиалиды цилиндрические, суженные в короткую шейку, по 5—10 в пучке, 8,5—10 × 2—2,5 мкм. Конидии цилиндрические, гладкостенные, 3,5—5 × 1,5—3 мкм.

### Отличия от близких видов
Термофильный вид, слабо или умеренно растущий при 37 °C на CYA и YES, образующий клейстотеции и оливково-коричневое конидиальное спороношение.

## Экология и значение
Широко распространённый вид, однако, по-видимому, часто не выявляется, поскольку не развивается при 25 °C. Выделяется из компоста, из почвы, из проб воздуха. Описан из Италии.

## Таксономия
Вид назван по имени американского ботаника и миколога Ральфа Эмерсона (1912—1979), в 1962 году выделившего этот вид в Калифорнии.
Rasamsonia emersonii (Stolk) Houbraken & Frisvad, Ant. Leeuwenhoek 101: 417 (2012). — Talaromyces emersonii Stolk, Ant. Leeuwenhoek 31: 262 (1965).

### Синонимы
- Geosmithia emersonii (Stolk) Pitt, 1979
- Penicillium emersonii Stolk, 1965
- Talaromyces emersonii Stolk, 1965